# 剖面图 (UML)
剖面图（profile diagram）是UML（统一建模语言）裡的一種結構性圖形，是在元模型（metamodel）的層次說明，其中的stereotypes會表示為«Stereotype» stereotype的類別，profiles會表示為«profile» stereotype的包（package）。其延伸關係（有封閉實心箭頭的實線）表示某stereotype所延伸的元模型元素。

## 歷史
UML 1沒有剖面圖，剖面圖是在UML 2開始使用，用來說明內部的構造。之前會用其他的圖來說明此資訊。